# Ulex canescens
La aulaga morisca o tojo encanecido, Ulex canescens, es una planta de la familia de las leguminosas, endemismo de la provincia de Almería, España.

## Morfología
La aulaga morisca tiene forma de matorral muy espinoso con una altura máxima de unos 80 cm (1 metro). Presenta una densa ramificación, cerrada como una empalizada, de color verde pálido (encanecido). Los tallos, ramas y espinas seríceos, espinas de unos 1 a 2,5 cm, rectas, robustas y tetragonales, alternas. Flores de cáliz de color amarillo de unos (7,5) 8,5 – 10 (11,5) mm, con pelos aplicados blanquecinos, con labio superior redondeado de unos 2-2,5 mm, y el inferior más estrecho. Corola con pétalo superior o estandarte de 10-12,5 x 5,5-8 mm, glabro, alas de 8-10,5 x 2-3 mm y quilla de unos 9,5-11 x 3-3,5 mm. El fruto tiene aspecto obovado a oblongo, de 10-11 x 3-4,5 mm, de color verde, que pasa al marrón oscuro o negro al madurar. Madura de 2 a 4 semillas de unos 2 mm.

## Vida y reproducción
Florece entre diciembre y mayo.

## Hábitat
Matorral seco y espinoso en zonas próximas al litoral, hasta unos 500 m s. n. m.

## Endemia
Sur este de España, distribución Ibero levantina, endemismo de Cabo de Gata (Almería).

## Taxonomía
Ulex canescens fue descrita por  Johan Martin Christian Lange y publicado en Videnskabelige Meddelelser fra Dansk Naturhistorisk Forening i Kjøbenhavn 159. 1865.
Etimología
Ulex: nombre genérico que es el antiguo nombre de esta planta o alguna similar.
canescens: epíteto latino que significa "grisáceo".
Sinonimia
- Ulex canescens var. sparsiflorus (1882)
- Ulex parviflorus subsp. canescens (1967)
- Ulex argenteus subsp. erinaceus
- Ulex erinaceus sensu Rothm.[4][5]